# Sirchenried
Sirchenried ist ein Kirchdorf und Ortsteil der Gemeinde Ried im Landkreis Aichach-Friedberg im Regierungsbezirk Schwaben in Bayern.

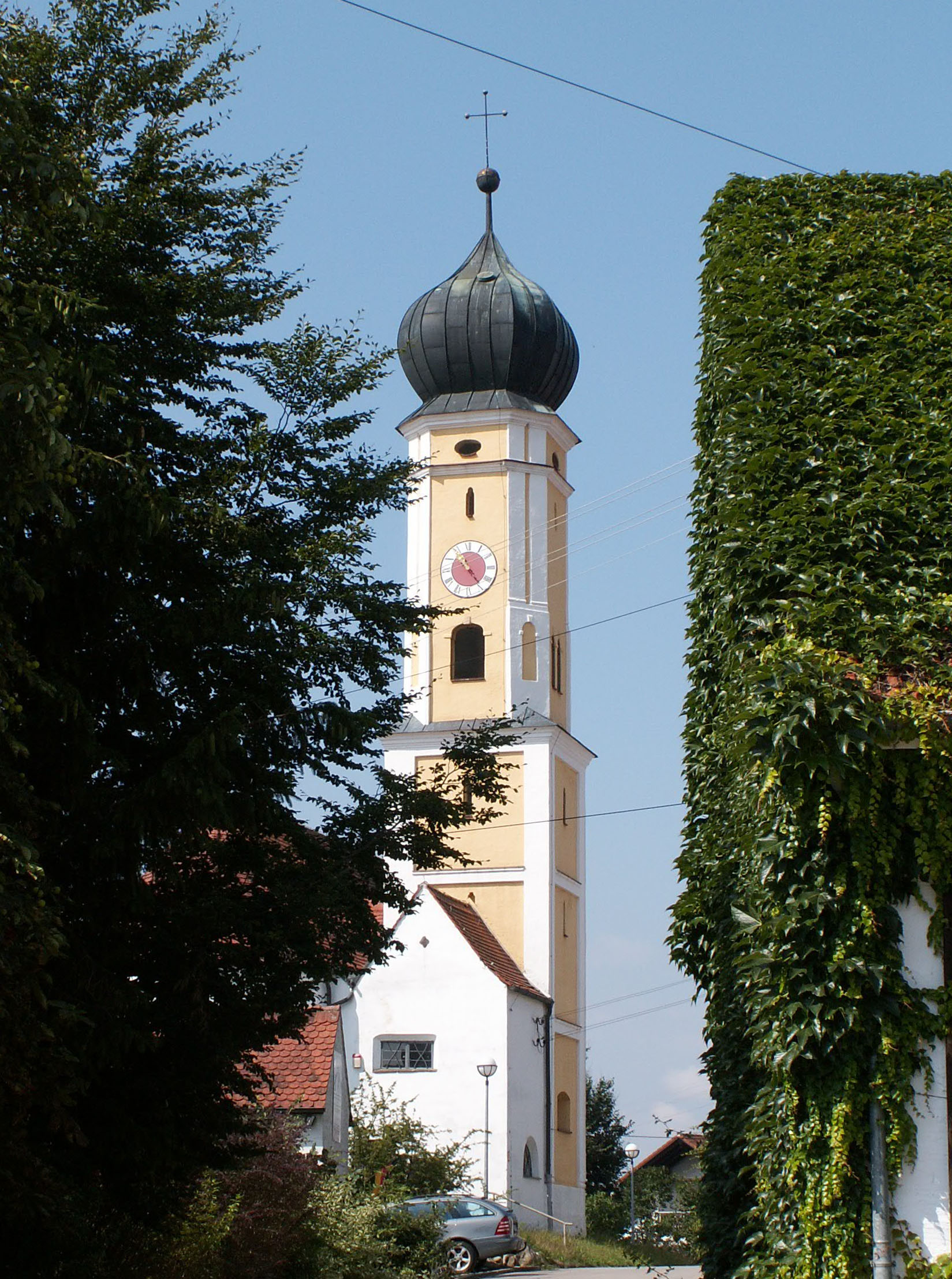
St. Nikolaus in Sirchenried

## Lage
Sirchenried liegt circa eineinhalb Kilometer südöstlich von Ried.
Bis zum 1. Januar 1972 gehörte die selbstständige Gemeinde Sirchenried zum Landkreis Friedberg und wurde an diesem Tag in die Gemeinde Ried eingegliedert. Am 1. Juli 1972 wurde Ried mit seinen Ortsteilen im Zuge der Gebietsreform in Bayern dem neugegründeten Landkreis Aichach-Friedberg zugeschlagen.
Die katholische Filialkirche Sankt Nikolaus in Sirchenried gehört zur katholischen Pfarrei Sankt Walburga in Ried.
Nördlich von Sirchenried führt die Kreisstraße AIC 14 von Ried bis zur Landkreisgrenze, wo sie in die Kreisstraße FFB 4 nach Tegernbach übergeht.
Südlich Sirchenrieds entspringt der Burggraben, der nach südöstlicher Richtung durch Tegernbach fließt und nördlich von Mittelstetten in die Glonn mündet, einem linken Zufluss der Amper.